# Flober Peña
José Flober Peña Peña (Tuta, 7 februari 1974) is een Colombiaans wielrenner. Samen met Daniel Bernal is hij recordhouder van het aantal eindoverwinningen in de Ronde van Guadeloupe: beide renners wonnen de koers viermaal.

## Overwinningen
2004
Proloog, 6e en 9e etappe deel B Ronde van Guadeloupe
Eindklassement Ronde van Guadeloupe
8e etappe Ronde van Guatemala
2005
Proloog, 2e etappe deel B en 5e etappe Ronde van Guadeloupe
Eindklassement Ronde van Guadeloupe
2006
5e etappe Ronde van Guadeloupe
2007
2e etappe deel A, deel B en 8e etappe deel B Ronde van Guadeloupe
Eindklassement Ronde van Guadeloupe
2008
4e, 5e en 6e etappe Ronde van Guadeloupe
Eindklassement Ronde van Guadeloupe
2016
4e etappe Ronde van Guadeloupe